# آرایش نبرد جنگ ایران و اسرائیل
این صفحهٔ آرایش نبرد جنگ ایران و اسرائیل است.

## آرایش نبرد
- اسرائیل و متحدان:
- اسرائیل
  -  نیروهای دفاعی اسرائیل
    -  نیروی زمینی اسرائیل[۱][۲][۳]
    -  نیروی هوایی اسرائیل
      -  بال هوایی ۱
        -  اسکادران ۱۰۱[۴]
        -  اسکادران ۱۰۹[۵]

      -  بال هوایی ۶
      - اسکادران ۶۹[۶]
        - اسکادران ۱۰۷[۷]

      -  بال هوایی ۸
        -  اسکادران ۱۳۳[۸]

      - بال هوایی ۲۸
        -  اسکادران ۱۲۰[۹]

      -  بال هوایی ۳۰
        -  اسکادران ۱۴۷[۱۰]

      -  فرماندهی پدافند هوایی اسرائیل

    -  نیروی دریایی اسرائیل[۱۱]
      -  پایگاه دریایی عتلیت
        -  شایتت ۱۳[۱۲]

      -  پایگاه دریایی حیفا
        -  شایتت ۳[۱۲]
        -  شایتت ۷[۱۲]

    -  فرماندهی جبهه داخلی
    -  آمان[۱۳]

  -  موساد
- ایالات متحده آمریکا
  -  نیروهای مسلح ایالات متحده آمریکا
    -  نیروی هوایی ایالات متحده آمریکا
      -  فرماندهی تهاجم جهانی نیروی هوایی
        -  نیروی هوایی هشتم
          -  بال ۵۰۹ بمب[۱۴]
          -  بال ۱۳۱ بمب[۱۴]

    -  نیروی دریایی ایالات متحده آمریکا
      -  یواس‌اس جورجیا[۱۵]

  -  سیا[۱۶]

- ایران و متحدان:
- ایران
  -  نیروهای مسلح جمهوری اسلامی ایران
    - قرارگاه مرکزی خاتم‌الانبیا[۱۷]
    - ستاد کل نیروهای مسلح[۱۸]
      - ارتش
        -  نیروی زمینی ارتش
          - لشکر ۹۲ زرهی[۱۹]

        -  نیروی هوایی ارتش
          - پایگاه یکم شکاری مهرآباد[۱۷]
          - پایگاه دوم شکاری تبریز[۲۰][۲۱]
          - پایگاه هشتم شکاری اصفهان[۱۱]
          - پایگاه چهاردهم شکاری مشهد[۱۷][۲۲]
          - پایگاه همدان[۲۳]
            - اسکادران ۳۱ تاکتیکی شکاری[۲۳]

          - فرودگاه کرمانشاه
            - پایگاه یکم رزمی[۲۴]

        -  نیروی دریایی ارتش[۲۰]
        -  نیروی پدافند هوایی ارتش[۲۵]
          - گروه پدافند هوایی حضرت معصومه[۲۵]
          - گروه پدافند هوایی خنداب[۲۵]

      -  سپاه پاسداران انقلاب اسلامی
        -  نیروی زمینی سپاه
          - لشکر ۳ حمزه[۱۹]
          - لشکر ۸ نجف اشرف[۱۱]
          - لشکر ۲۹ نبی اکرم[۲۴]
          - لشکر ۳۱ عاشورا[۲۶]
          - تیپ ۲۱۶ زنجان[۲۰]
          - سپاه روح‌الله مرکزی[۲۵]
          - سپاه سیدالشهدا[۲۷]
          - سپاه محمد رسول‌الله[۲۷]

        -  نیروی هوافضای سپاه
          - نیروی پدافند هوایی سپاه[۱۷]

        -  نیروی قدس
          - یگان فلسطین[۲۸]
          - یگان ۱۹۰[۲۹]

        -  بسیج[۳۰]
        - سازمان اطلاعات سپاه[۱۷]
        - سپاه حفاظت انصارالمهدی[۳۱]

      -  فرماندهی انتظامی[۱۷]
        -  پلیس فتا[۳۲]

  -  وزارت دفاع و پشتیبانی نیروهای مسلح[۳۳]
    - سازمان پژوهش و نوآوری دفاعی[۳۳]

  -  وزارت اطلاعات[۱۷]
  -  وزارت امور خارجه[۱۷][۳۴]
  -  وزارت دادگستری[۱۷][۳۴]
- یمن (شورای عالی سیاسی)
  -  نیروهای مسلح یمن (شورای عالی سیاسی)
    -  نیروی هوایی یمن
    -  حوثی‌ها
    - نیروهای ذخیره استراتژیک [ar]
      - گروه گردان‌های موشکی [ar]